# Plataies
Plataies (in greco Πλαταιές?) è un ex comune della Grecia nella periferia della Grecia Centrale (unità periferica della Beozia) con 4 715 abitanti secondo i dati del censimento 2001.
È stato soppresso a seguito della riforma amministrativa, detta piano Callicrate, in vigore dal gennaio 2011 ed è ora compreso nel comune di Tebe.
La cittadina si trova nei pressi del sito dell'antica polis di Platea.